# Budai Tégla- és Cserépipari Vállalat
A Budai Tégla- és Cserépipari Vállalat egy több egységből álló, 20. századi budapesti építőipari nagyvállalat volt, amely ma már nem létezik.

## Elődei
Óbudán a XIX. században jelentek meg a kisebb nagyobb építőipari üzemek. Ezek a következők voltak:
- Bécsi út 343., Bécsi úti Téglagyár, Óbudai Téglagyár 1893-ban alapították a Budapesti Tégla- és Mészégető Rt.-t, amely agyagbányászással és szállítással, illetve mészégetéssel foglalkozott. 1918 után beolvadt a Kőbányai Gőztéglagyár Társulat Pesten Rt.-be, majd 1926-ban Kőszénbánya és Téglagyár Társulat Pestenbe. 1948-ban államosították. 1951-től a neve Bécsi-úti Téglagyár volt.
- Bécsi út 166-168., Victoria–Bohn Téglagyár 1867-ben jött lére a Victoria Gőztéglagyár. 1906-tól Bohn Mihály és Társai téglagyára néven működött.
- Bécsi út 134., Újlaki Téglagyár 1869-ben alapították az Újlaki Tégla- és Mészégető Rt.-t.

## Története
1963-ban a három üzemből alakult a Budai Tégla- és Cserépipari Vállalat. Egyes részei:
- Bécsi úti rész: ez utóbbi 1986-ig működött. Ezt követően felszámolták, épületeit lebontották. Területét napjainkban kisebb vállalkozások használják.
- Bohn-féle rész: 1975-ig működött. Elbontották. Helyére 1999–2000-ben EuroCenter bevásárlóközpont épült, majd lakótelep.
- Újlaki rész: 1973-ban zárt be. Elbontották. Helyére épült a Raul Wallenberg Humán Szakképző Iskola és Gimnázium, a Praktiker és a StopShop áruházak.

## Térkép
- A Victoria–Bohn Téglagyár és az Újlaki Téglagyár helye Archiválva 2020. június 8-i dátummal a Wayback Machine-ben
- Az egyes téglagyárak helye egy régi Budapest térképen

## Fénykép
- https://egykor.hu/images/2010/original/budapest-iii-kerulet-obudai-teglagyarak-cegaj-_16.jpg Archiválva 2020. június 8-i dátummal a Wayback Machine-ben
- https://egykor.hu/images/2010/original/budapest-iii-kerulet-obudai-becsi-uti-teglagyar-_2.jpg Archiválva 2020. június 8-i dátummal a Wayback Machine-ben